# Сін Хє Сон
Сін Хє Сон (кор.: хангиль: 신혜선, ханча: 申惠善; нар. 31 серпня 1989) — південнокорейська акторка.

## Біографія
Сін Хє Сон народилася 31 серпня 1989 року у столиці Республіки Корея місті Сеул. Акторську кар'єру розпочала у 2012 році з другорядної ролі у серіалі «Школа 2013». Підвищенню популярності Хє Сон сприяла роль у серіалі вихідного дня «П'ять достатньо». Її перша головна роль у серіалі «Моє золоте життя», рейтинг якого перевищив 41 % у національному ефірі, принесла її численні нагороди та зробила з Хє Сон зірку екрана.
У 2018 році вона зіграла головну роль у спеціальній драмі «Він гімн смерті», в якій розповідається трагічна історія кохання першої у Кореї професіональної сопрано Юн Сім Док та драматурга Кім Ву Джіна. Ще одна головна роль, зіграна нею у цьому році, в комедійному серіалі «Ще 17», принесла Хє Сон нагороду щорічної Премії SBS драма. У травні 2019 року на каналі KBS2 відбулася прем'єра романтично-фентезійного серіалу «Остання місія янгола: Кохання», в якому Хє Сон зіграла головну роль балерини, що втратила зір.
Влітку 2020 року побачив світ драматичний фільм «Невинність» з Хє Сон в головній ролі, а вже взимку вона зіграла головну роль в історичному романтично-комедійному серіалі «Містер королева».

## Фільмографія

### Телевізійні серіали
| Рік       | Назва                                           | Роль                               | Мережа |
| --------- | ----------------------------------------------- | ---------------------------------- | ------ |
| 2012–2013 | «Школа 2013»                                    | Сін Хє Сон                         | KBS2   |
| 2014      | «Очі янгола»                                    | молода Ча Мін Су                   | SBS    |
| 2014      | «Король середньої школи»                        | Ко Юн Чжу                          | tvN    |
| 2014–2015 | «Вічно молодий» (корейсько-в'єтнамський серіал) | Хан Місо                           | VTV    |
| 2015      | «О, мій привид»                                 | Кан Ин Хї                          | tvN    |
| 2015      | «Вона була гарненька»                           | Хансоль                            | MBC    |
| 2016      | «П'ять достатньо»                               | Лі Йон Те                          | KBS2   |
| 2016      | «Легенда про синє море»                         | Ча Сіа                             | SBS    |
| 2017      | «Чужинець»                                      | Йон Ин Су                          | tvN    |
| 2017–2018 | «Моє золоте життя»                              | Со Чі Ан                           | KBS2   |
| 2018      | «Ще 17»                                         | Ву Со Рі                           | SBS    |
| 2018      | «Він гімн смерті»                               | Юн Сім Док                         | SBS    |
| 2019      | «Остання місія янгола: Кохання»                 | Лі Йон Со                          | KBS2   |
| 2020-2021 | «Містер Королева»                               | королева Кім Со Йон / Чан Бон Хван | tvN    |
| 2023      | «Побачимось у моєму 19-му житті»                | Пан Чі Им                          | tvN    |
| 2023-2024 | «Вітаємо у Самдаллі»                            | Чо Ин Хє / Чо Сам Даль             | JTBC   |

### Фільми
| Рік          | Назва                                          | Роль                         | Прим. |
| ------------ | ---------------------------------------------- | ---------------------------- | ----- |
| 2014         | «Однієї літньої ночі» (Короткометражний фільм) | Сора                         |       |
| 2014         | «Реванш» (Короткометражний фільм)              | Чуйон                        |       |
| 2016         | «Бурхливий прокурор»                           | бухгалтерка виборчого округу | [ 8 ] |
| 2017         | «День»                                         | Мікьон                       |       |
| 2020         | «Невинність»                                   |                              |       |
| 2020         | «Колекціонери»                                 | Юн Се Хї                     |       |
| 2023         | «Не купуй продавця»                            | Со Хьон                      |       |
| 2023         | «Сміливий громадянин»                          | Со Сі Мін                    |       |
| В очікуванні | «Вона померла»                                 | Сора                         |       |

### Кліпи
- What Women Want (Curious ft. Чон Йоп з Brown Eyed Soul[en], 2013 рік)
- Feel Like (Наоль[en], 2018 рік)

## Нагороди
| Рік  | Нагорода                                | Категорія                                                                                    | Робота                                  | Результат | Прим.  |
| ---- | --------------------------------------- | -------------------------------------------------------------------------------------------- | --------------------------------------- | --------- | ------ |
| 2015 | 34-та Премія MBC драма                  | Краща нова акторка в мінісеріалі                                                             | «Вона була гарненька»                   | Номінація |        |
| 2016 | 2-й Фестиваль Scene Stealer             | Новачок року                                                                                 | «П'ять достатньо», «Бурхливий прокурор» | Перемога  | [ 9 ]  |
| 2016 | 30-та Премія KBS драма                  | Краща нова акторка                                                                           | «П'ять достатньо»                       | Номінація |        |
| 2016 | 30-та Премія KBS драма                  | Краща акторка другого плану                                                                  | «П'ять достатньо»                       | Номінація |        |
| 2016 | 30-та Премія KBS драма                  | Краща пара разом з Сон Хуном                                                                 | «П'ять достатньо»                       | Номінація |        |
| 2016 | 24-та Премія SBS драма                  | Нагорода за майстерність (акторка фентезі-драми)                                             | «Легенда синього моря»                  | Номінація |        |
| 2017 | 1-а Сеульська премія                    | Краща нова акторка драми                                                                     | «Чужинець»                              | Номінація |        |
| 2017 | 31-ша Премія KBS драма                  | Нагорода за високу майстерність (акторки)                                                    | «Моє золоте життя»                      | Номінація | [ 10 ] |
| 2017 | 31-ша Премія KBS драма                  | Нагорода за майстерність (акторка серіалу)                                                   | «Моє золоте життя»                      | Перемога  | [ 10 ] |
| 2017 | 31-ша Премія KBS драма                  | Краща пара (разом з Пак Сі Ху)                                                               | «Моє золоте життя»                      | Перемога  | [ 10 ] |
| 2017 | 31-ша Премія KBS драма                  | Нагорода Netizen (жінки)                                                                     | «Моє золоте життя»                      | Номінація | [ 10 ] |
| 2018 | 54-та Премія мистецтв Пексан            | Краща акторка телебачення                                                                    | «Моє золоте життя»                      | Номінація | [ 11 ] |
| 2018 | 11-та Премія корейської драми           | Нагорода за високу майстерність (акторки)                                                    | «Моє золоте життя»                      | Номінація | [ 12 ] |
| 2018 | 6-та Премія «Зірок МААТР»               | Нагорода за високу майстерність (акторки серіалу)                                            | «Моє золоте життя»                      | Перемога  | [ 13 ] |
| 2018 | 2-а Сеульська премія                    | Краща акторка драми                                                                          | «Моє золоте життя», «Ще 17»             | Номінація | [ 14 ] |
| 2018 | 26-та Премія SBS драма                  | Нагорода за високу майстерність (акторки серіалу що транслювався по понеділках та вівторках) | «Ще 17»                                 | Перемога  | [ 15 ] |
| 2019 | 14-та Сеульська міжнародна премія драми | Краща акторка                                                                                | «Він гімн смерті»                       | Номінація | [ 16 ] |
| 2019 | 33-тя Премія KBS драма                  | Нагорода за високу майстерність (акторка)                                                    | «Остання місія янгола: Кохання»         | Перемога  | [ 17 ] |
| 2019 | 33-тя Премія KBS драма                  | Нагорода за майстерність (акторка мінісеріалу)                                               | «Остання місія янгола: Кохання»         | Номінація | [ 17 ] |
| 2019 | 33-тя Премія KBS драма                  | Netizen нагорода (акторки)                                                                   | «Остання місія янгола: Кохання»         | Номінація | [ 17 ] |
| 2019 | 33-тя Премія KBS драма                  | Краща пара (разом з Кім Мьон Су)                                                             | «Остання місія янгола: Кохання»         | Перемога  | [ 17 ] |